# 皮夏內 (庫皮揚斯克區)
49°34′6″N 37°49′58″E / 49.56833°N 37.83278°E
皮夏內（烏克蘭語：Піщане）是位於烏克蘭東部的村莊，由哈爾科夫州庫皮揚斯克區的彼得罗巴甫利夫卡市镇負責管轄。該村始建於1650年，面積1.15平方公里，海拔高度94米，2001年人口528，人口密度每平方公里459.1人。現由俄羅斯實際控制。